# British Home Championship 1891
De British Home Championship van 1891 was de 8e editie van de British Home Championship. Het toernooi werd gehouden van 7 februari tot en met 6 april 1891. Engeland werd kampioen.

## Eindstand
| Team      | Gsp | W | G | V | DV | DT | DS | Ptn |
| --------- | --- | - | - | - | -- | -- | -- | --- |
| Engeland  | 3   | 3 | 0 | 0 | 12 | 3  | +9 | 6   |
| Schotland | 3   | 2 | 0 | 1 | 7  | 6  | +1 | 4   |
| Wales     | 3   | 1 | 0 | 2 | 9  | 10 | –1 | 2   |
| Ierland   | 3   | 0 | 0 | 3 | 6  | 15 | –9 | 0   |

## Wedstrijden
|                                                         |                                                                                            |       |                                      |                                                                                |
| 7 februari 1891 «onderlinge duels» 15:15 uur (UTC–0:25) | Ierland                                                                                    | 7 – 2 | Wales                                | Ulsterville, Belfast Toeschouwers: 6.000 Scheidsrechter: Robert Harrison (SCO) |
| 7 februari 1891 «onderlinge duels» 15:15 uur (UTC–0:25) | William Dalton 19' Olphie Stanfield 22', 34', 42', 80' George Gaffikin 60' Sam Torrans 63' |       | 10' Robert Roberts 37' Albert Davies | Ulsterville, Belfast Toeschouwers: 6.000 Scheidsrechter: Robert Harrison (SCO) |

|                                                 |                                                                                                  |       |                     |                                                                                      |
| 7 maart 1891 «onderlinge duels» 15:30 uur (UTC) | Engeland                                                                                         | 6 – 1 | Ierland             | Molineux Stadium, Wolverhampton Toeschouwers: 15.231 Scheidsrechter: Tom Gough (WAL) |
| 7 maart 1891 «onderlinge duels» 15:30 uur (UTC) | George Cotteril 15' Arthur Henfrey 17' Harry Daft 35' Tinsley Lindley 60', 83' Billy Bassett 63' |       | 61' Tommy Whiteside | Molineux Stadium, Wolverhampton Toeschouwers: 15.231 Scheidsrechter: Tom Gough (WAL) |

|                                                 |                                                                        |       |                   |                                                                                   |
| 7 maart 1891 «onderlinge duels» 15:30 uur (UTC) | Engeland                                                               | 4 – 1 | Wales             | Newcastle Road, Sunderland Toeschouwers: 15.000 Scheidsrechter: Thomas Park (SCO) |
| 7 maart 1891 «onderlinge duels» 15:30 uur (UTC) | John Goodall 7' Jack Southworth 30' Edgar Chadwick 35' Alf Milward 37' |       | 84' Edmund Howell | Newcastle Road, Sunderland Toeschouwers: 15.000 Scheidsrechter: Thomas Park (SCO) |

|                                                  |                           |       |                                                    |                                                                                    |
| 21 maart 1891 «onderlinge duels» 15:30 uur (UTC) | Wales                     | 3 – 4 | Schotland                                          | Racecourse Ground, Wrexham Toeschouwers: 4.000 Scheidsrechter: Charles Crump (ENG) |
| 21 maart 1891 «onderlinge duels» 15:30 uur (UTC) | Jack Bowdler William Owen |       | 15' James Logan 51' Bob Buchanan 59', 75' Bob Boyd | Racecourse Ground, Wrexham Toeschouwers: 4.000 Scheidsrechter: Charles Crump (ENG) |

|                                                  |                              |       |                   |                                                                               |
| 28 maart 1891 «onderlinge duels» 16:00 uur (UTC) | Schotland                    | 2 – 1 | Ierland           | Celtic Park, Glasgow Toeschouwers: 8.000 Scheidsrechter: William Stacey (ENG) |
| 28 maart 1891 «onderlinge duels» 16:00 uur (UTC) | Jimmy Low 6' Tom Waddell 60' |       | 70' Alex Crawford | Celtic Park, Glasgow Toeschouwers: 8.000 Scheidsrechter: William Stacey (ENG) |

|                                                 |                                     |       |                |                                                                               |
| 4 april 1891 «onderlinge duels» 15:30 uur (UTC) | Engeland                            | 2 – 1 | Schotland      | Ewood Park, Blackburn Toeschouwers: 31.000 Scheidsrechter: Billy Morrow (IRL) |
| 4 april 1891 «onderlinge duels» 15:30 uur (UTC) | John Goodall 20' Edgar Chadwick 30' |       | 85' Frank Watt | Ewood Park, Blackburn Toeschouwers: 31.000 Scheidsrechter: Billy Morrow (IRL) |